# BBC 6 Music
BBC 6 Music is een digitale radiozender in het Verenigd Koninkrijk en onderdeel van de British Broadcasting Corporation. De zender werd op 11 maart 2002 gelanceerd. Het was het eerste nationale muziek-radiostation dat de BBC in 32 jaar startte.
6 Music is alleen te ontvangen via digitale media: Digital Audio Broadcasting, het internet, diverse uitzenders en vormen van digitale televisie en via satellietpositie Astra 28,2°O. Het station draait vooral "alternatieve muziek", zoals Indie, klassieke rock, punkrock, en ook jazz, funk en hiphop. Het is een alternatief voor de meer op de hitparades gebaseerde Radio 1 en Radio 2.
De zender heeft soms intieme live-sessies met artiesten in de studio, een soort "unplugged" concerten. Een ander kenmerk van de zender is het vele contact met de luisteraars via internet, sms en e-mail. Luisteraars kunnen beslissen of bepaalde nummers wel of niet gespeeld worden.